# Despabilador (teatro)

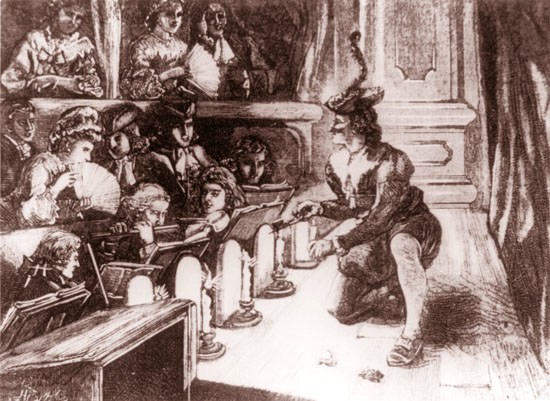
El despabilador alumbrando la línea de luces de candilejas en una pausa de la representación, en un grabado anónimo del siglo XVIII. También aparecen los palcos de proscenio, primeras filas de la platea, la orquesta y la caja del apuntador.

Despabilador fue un oficio que en los salones y teatros de la corte y antiguos teatros realizaban los encargados de quitar el pabilo (el cabo de la mecha) a las velas y candiles. Para ello se servían de unas tijeras especiales llamadas "despabiladeras".
Es probable que se originase entre los oficios palatinos, como extensión de los "despabiladores" de palacio, en las cortes europeas de los siglos XV al XVIII.

## Despabiladores y bufones
La investigadora María Luisa Lobato ha estudiado la posible relación entre los "espabiladores" ("despabiladores") de Palacio en la corte de los Austrias españoles -personajes cercanos o en ocasiones relacionados con los bufones-, con los "despabiladores" del teatro, y de ellos a un personaje-tipo de corte cómico, llamado gracioso despabilador, y su posible relación con el "despabilador del Rey", que aparece en el texto de El rey don Enrique, el Enfermo, obra que se considera escrita por seis diferentes autores o ingenios de la época: Cáncer, Zabaleta, Martínez, Rosete, Villaviciosa y Moreto. El pasaje referido es este:

REY.- ¿Despabiláis?

CANGREJO.- De eso trato.
 
 Curo las luces, señor,
 
 y como tan gran doctor
 
 las despabilo y las mato.